# 自由都市 (古典古代)
自由都市 (ラテン語: civitas libera, urbs liberae condicionis; 古代ギリシア語: ἐλευθέρα καὶ αὐτόνομος πόλις)は、ヘレニズム期や古代ローマ期のギリシアにおいて自治権が認められていた都市を指す。支配者の王や皇帝は、自治権と引き換えにエピスタテス (Greek: epimeletes) と呼ばれる役職を置いて都市を監督した。一部の自由都市は、自らの街の名を刻んだ独自の硬貨鋳造権も与えられていた 。
自由都市の例としては紀元前357年以降マケドニア王国からその地位を与えられたアンフィポリスが挙げられる。おそらくカッサンドレイアやピリッポイも同様であった。 
セレウコス朝下では、多くの都市が自治権を享受し、硬貨を鋳造した。中でもセレウキアやタルススなどは、グナエウス・ポンペイウス率いるローマ軍に征服された後も自由都市の地位を維持した。またローマ皇帝アウグストゥスは、自身が建設したニコポリスに自由都市の地位を与えた。テッサロニキは紀元前42年のフィリッピの戦いで勝者側についたため、自由都市となった。従来から固有の法を持ち自由都市となっていたアテナイは、ハドリアヌスが新たな法を制定しようとしたときにかつてのドラコンやソロンが定めた立法を残すよう訴えた。
ギリシア人は、独自の法により己を治め、いかなる外国勢力にも屈していない国家をアウトノミもしくはアウトノモイと呼んだ。この名は、ローマ人に従いながら独自の法を持って行政長官を自分たちで選ぶことを許可された都市に対しても用いられるようになった。この許可は極めて高度な特権と見なされた。それは、自由都市であることを書き刻んだ硬貨やメダルが発見されている（アンティオキアなど）ことからもわかる。